# Елізабет Скотт
Елізабет Леонард Скотт (23 листопада 1917 — 20 грудня 1988) — американська математик, що спеціалізується в галузі статистики.

## Життєпис
Скотт народилася у Форт Сілл, штат Оклахома. Її сім'я переїхала в Берклі, штат Каліфорнія, коли їй було 4 роки. Навчалася в Каліфорнійському університеті в Берклі, де вивчала математику й астрономію. Варіантів подальшого вивчення астрономії було небагато, оскільки в той час ця галузь була переважно закрита для жінок, тому вона закінчила аспірантуру з математики. Здобула докторський ступінь 1949 року і постійну посаду на кафедрі математики в Берклі 1951 року.
Вона написала понад 30 статей з астрономії та 30 з аналізу досліджень зміни погоди, розширивши використання статистичного аналізу в цих галузях. Вона також використовувала статистику для просування рівних можливостей і рівної оплати праці жінок-викладачів.
1957 року Скотт відзначила зміщення в спостереженні скупчень галактик. Вона зауважила, що дуже далеке скупчення, щоб бути видимим для спостерігача, має містити галактики яскравіші, ніж зазвичай, і також має містити більшу кількість галактик. Цей ефект нині відомий як ефект Скотт. Вона ж запропонувала формулу корекції цього ефекту.
Скотт була науковою співробітницею Інституту математичної статистики. Комітет президентів статистичних товариств присуджує на її честь присуджує премію Елізабет Скотт за «розширення можливостей в галузі статистики для жінок».